# Янчиці
Янчиці (пол. Janczyce) — село в Польщі, у гміні Бацьковиці Опатовського повіту Свентокшиського воєводства.
Населення — 154 особи (2011).
У 1975-1998 роках село належало до Тарнобжезького воєводства.

## Демографія
Демографічна структура на день 31 березня 2011 року:
|          | Загалом | Допрацездатний вік | Працездатний вік | Постпрацездатний вік |
| -------- | ------- | ------------------ | ---------------- | -------------------- |
| Чоловіки | 84      | 19                 | 54               | 11                   |
| Жінки    | 70      | 9                  | 36               | 25                   |
| Разом    | 154     | 28                 | 90               | 36                   |